# Јажинце (Штрпце)
Јажинце (алб. Jazhincë) је насеље у општини Штрпце, Косово и Метохија, Република Србија. У насељу се налази Црква Свете Петке. По месту Јажинце носе називе и два језера — Велико Јажиначко језеро и Мало Јажиначко језеро.

## Порекло становништва по родовима
Подаци из 1938. године:
Староседеоци:
- Андрејићи (6 кућа, Св. Арханђео).
- Пунтаровићи (5 кућа, Св. Арханђео).
- Ристићи (5 кућа, Св. Арханђео).
- Јефтићи (6 кућа, Св. Арханђео).
- Гаљијини или Миленићи (5 кућа, Св. Арханђео).
- Бошковићи или Шиндари (6 кућа. Св. Никола).
- Стојковићи и Милисављевићи (4 кућа, Св. Никола) су непознате старине.
- Маглини (3 кућа, Св. Арханђео) су непознате старине.
- Милојевићи (9 кућа, Св. Никола), давнашњи пресељеници из Врбештице.
- Самарџићи (2 кућа, Св. Арханђео), давнашњи досељеници из околине Ораховца.
- Русимовићи (3 кућа, Св. Пречиста); пресељени око 1870. године из Врбештице на женино имање.
- Кујунџићи (1 кућа, Св. Стефан Архиђакон). Старином из Ораховца, а овде се предак доселио око 1870. године из Призрена као помоћник код једног бакалина.

## Демографија
| Етнички састав према попису из 1981.‍ | Етнички састав према попису из 1981.‍ | Етнички састав према попису из 1981.‍ | Етнички састав према попису из 1981.‍ | Етнички састав према попису из 1981.‍ |
| ------------------------------------ | ------------------------------------ | ------------------------------------ | ------------------------------------ | ------------------------------------ |
|                                      |                                      |                                      |                                      |                                      |
| Срби                                 | Срби                                 |                                      | 728                                  | 99,73%                               |
| Црногорци                            | Црногорци                            |                                      | 1                                    | 0,14%                                |
| остали                               | остали                               |                                      | 1                                    | 0,14%                                |

| Демографија | Демографија | Демографија |
| Година      | Становника  | Становника  |
| ----------- | ----------- | ----------- |
| 1948.       | 572         |             |
| 1953.       | 612         |             |
| 1961.       | 673         |             |
| 1971.       | 709         |             |
| 1981.       | 731         |             |
| 1991.       | 644         |             |

## Галерија
- Поглед на један део Јажинца
- Основна школа „Шарски одред“
- Сеоска амбуланта